# ان‌جی‌سی ۴۱۳
ان‌جی‌سی ۴۱۳ (انگلیسی: NGC 413) نام یک کهکشان مارپیچی در صورت فلکی نهنگ است.